# Heinrich Leutemann
Gottlob Heinrich Leutemann (Lipsia, 8 ottobre 1824 – Chemnitz, 14 dicembre 1905) è stato un pittore e illustratore tedesco, celebre per le sue illustrazioni di libri di fiabe e letteratura per bambini e successivamente di illustrazioni scientifiche per testi come Graphic Pictures of Native Life in Distant Lands, illustrating the Typical Races of Mankind del 1888. Le sue illustrazioni di animali esotici furono molto popolari nella cultura scientifica della seconda metà dell'Ottocento.
Tra il 1838 ed il 1846 studiò all'Accademia di Belle Arti di Lipsia dove fu allievo del pittore Bernhard von Neher. In collaborazione con quest'ultimo lavorò agli affreschi dello Castello di Weimar e alle vetrate della Chiesa collegiata di Stoccarda. A partire dal 1850 iniziò a collaborare come illustratore ed editorialista per alcune riviste di Stoccarda come l'Illustrierte Zeitung, il Gartenlaube e soprattutto per il Münchener Bilderbogen.
In qualità di illustratore di soggetti classici fu molto popolare nella cultura tedesca della Gründerzeit, ed in questa attività il suo capolavoro sono considerate le 36 raffigurazioni del romanzo medievale francese Roman de Renart che apparirono nel 1855.

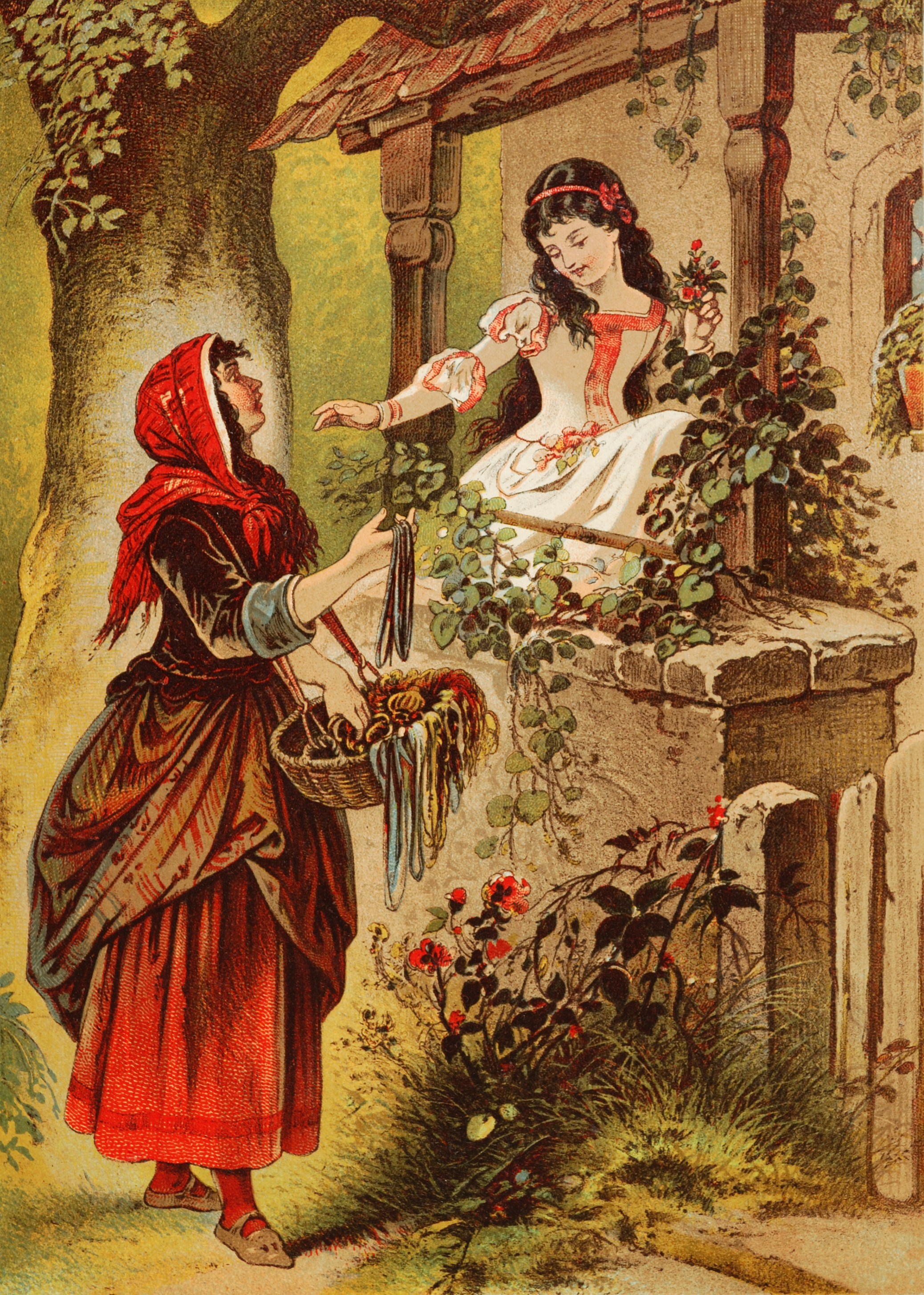
Disegno di Leutemann per la celebre favola di Biancaneve.

Grazie alla sua amicizia con Carl Hagenbeck, mercante e organizzatore di mostre di animali esotici, Leutemann ebbe l'occasione di vederne da vicino molti e di produrre splendide illustrazioni che li ritraevano, disegni che divennero molto popolari, soprattutto quelli relativi agli animali del celebre zoo di Hagenbeck ad Amburgo.
La sua attività continuò ininterrottamente fino al 1895 quando l'artista fu costretto a ritirarsi perché affetto da una grave forma di cecità.